# Нападение на посольство США в Багдаде (2019)
Нападение на посольство США в Багдаде произошло днём 31 декабря 2019 года. Совершено группировкой «Катаиб Хезболла», а также членами и сторонниками группировки «Силы народной мобилизации». 

Нападение стало ответом на авиаудары США в Ираке и Сирии в декабре 2019, в результате которых погибли 25 членов группировки «Катаиб Хезболла» в Ираке и Сирии
Убитых и раненых во время нападения не было.

## Предшествующие события
см. Гражданская война в Ираке#2019—2020)

## Последствия
К вечеру 31 декабря 2019 для обеспечения безопасности посольства в Багдаде США направили в регион Персидского залива усиленную бригаду из состава 82-й воздушно-десантной дивизии, а также перебросили примерно 100 морских пехотинцев из Кувейта в «зелёную зону» под Багдад.